# Granja do Tedo
Granja do Tedo es una freguesia portuguesa del concelho de Tabuaço, con 4,67 km² de superficie y 227 habitantes (2001). Su densidad de población es de 48,6 hab/km².